# جيمس فيني باكستر
جيمس فيني باكستر (بالإنجليزية: James Phinney Baxter)‏ هو مؤرخ وسياسي أمريكي، ولد في 23 مارس 1831 في غورهام في الولايات المتحدة، وتوفي في 1921.